# 호연제선우
호연제선우(壺衍鞮單于, ? ~ 기원전 68년)는 흉노의 선우다. 호연제는 선우의 칭호로, 이름은 불명이다. 선대 선우 호록고선우의 아들이다. 탈법적으로 옹립돼 정정이 불안한 가운데, 한나라와 화친을 도모하면서도 한나라를 약탈하려다 승패를 주고받으며 손실을 많이 입었다. 오환 등 복속된 민족이 이탈하는 와중, 한나라 대신 오손을 공격했다가 한나라의 반격을 받자, 싸우는 대신 달아나는 선택을 했으나 그 과정에서 얻은 피해로 인해 사방의 모든 민족에게 얕보이고 공격받게 되었다.

## 생애
기원전 85년, 호록고선우가 죽을 때 좌록리왕을 지내고 있었다. 호록고선우는 이전에 호연제선우가 아닌 다른 아들을 좌현왕으로 삼았었고, 유명으로는 좌현왕을 언급하지 않고 동생 우록리왕을 후계로 정했으나, 호록고선우의 전거연지(제1황후)와 위율이 짜고 유명을 위조해 선우로 옹립됐다.
즉위한 후 한나라 사자에게 에둘러서 화친 의사를 드러냈다. 그런데 선우가 되지 못한 우록리왕과 좌현왕이 한나라에 망명하려 하다가, 못 갈까 하여 여도왕(盧屠王)을 협박해 오손에 투항해 흉노를 공격하려 했다. 여도왕이 이를 고변하니 우록리왕을 심문했으나 우록리왕이 오히려 여도왕에게 죄를 돌렸다. 흉노 사람들은 이를 원통하게 여겼다. 그리고 두 왕은 이제로 용성 회의에 참여하지 않으려 했다.
기원전 83년, 한나라 대군으로 쳐들어가 대군도위를 죽였다. 태후의 부정과 어지러운 국내 사정으로 인해 한나라를 막기 위해 위율이 성을 쌓아 중국인들로 지키게 제안했다. 그래서 우물을 파고 나무를 베었으나, 흉노인들은 성을 못 지키므로 소용없는 일이라 하자 위율이 이를 받아들여 그만뒀다. 대신 흉노에 억류된 한나라의 소무와 마굉 등을 한나라로 돌려보내는 교섭을 시작했다. 재위 3년(기원전 81년)의 일이었다.
기원전 80년, 좌·우부 2만 기로 한나라를 약탈하게 했다가 한나라의 추격을 받아, 얻은 것도 없이 목이 베이거나 사로잡힌 병사만 9천이었고 구탈왕도 사로잡혔다. 흉노는 구탈왕이 사로잡힌 것을 알고 한나라의 침입을 두려워해 서북쪽으로 달아나, 남쪽으로 와서 풀과 물을 가축에게 먹이지를 못하고 백성들을 구탈지에 둔치게 했다. 기원전 79년, 대한 방비를 위해 9천 기를 수항성에 주둔시키고, 여오수(톨 강)에 다리를 놓아 달아날 수 있게 했다. 이때는 위율이 죽고 없었는데, 흉노가 갈수록 쇠퇴하고 가난해지므로, 호연제선우의 아우 좌록리왕이 위율의 생전 주장대로 한나라와 화친하려 해, 한나라 사신에게 에둘러서 뜻을 전하고 대우를 후하게 하는 한편 약탈을 점차 줄여나갔다. 그 이후 좌록리왕이 죽었다.
기원전 78년, 이오왕(梨汚王)에게 한나라를 염탐하게 해 주천군과 장액군을 틈을 타 회복하고자 했다. 그러나 한나라의 흉노 투항자들에게 계획이 새나가 한나라가 방비를 했다. 우현왕과 이오왕이 4천 기로 장액군의 일륵·옥란·반화 세 현을 쳐들어갔다가 장액태수와 속국도위의 반격을 받고 수백 명만 겨우 도주했다. 이오왕도 화살에 맞아 전사했다. 이후 감히 장액군에 쳐들어가지 못했다.
기원전 78년, 3천 기병으로 오원군을 약탈해 수천 명을 잡아가거나 죽였고, 수만 기병을 요새 부근까지 보내 요새 바깥의 관리들과 백성들을 잡아갔으나, 한나라의 봉수 체계가 잘 갖춰져 있어 장성을 넘는 일은 드물었다. 그런데 이 중 한나라에 사로잡혀 투항한 사람이 보고한 바에 따르면, 흉노에 복속돼 있던 오환이 죽은 선우들의 무덤을 파헤쳐 2만 기로 오환을 공격하러 갔다고 한다. 한나라의 대장군 곽광은 범명우를 보내 2만 기를 보내 요동으로 가서 흉노를 치되 흉노가 달아났으면 오환을 치도록 했다. 흉노는 오환과 싸우다가 범명우가 오기 전에 달아났고, 범명우는 오환에 치명적인 타격을 입혔다.
이제 흉노는 감히 한나라를 치지 못하고, 한나라와 우호 관계에 있던 오손을 대신 공격해 거연과 악사 땅을 탈취했다. 오손공주는 고국 한나라에 편지를 보내 구원을 요청했으나 한나라에서는 의논이 길어졌고, 선제가 즉위하자 오손의 곤미(오손에서 임금을 부르는 말) 옹귀미와 오손공주가 다시 요청해, 한나라는 본시 2년(기원전 72년) 오손을 구원하고 흉노를 치는 군사를 크게 일으켰다. 어사대부 전광명은 기련장군이 돼 4만여 기를 거느리고 서하군에서 출발하고, 도료장군 범명우는 3만여 기를 거느리고 주천군에서 출발하고, 전장군 한증(韓繒)은 3만 기를 거느리고 운중군에서 출발하고, 후장군 조충국은 포료장군이 돼 3만 기를 거느리고 주천군에서 출발하고, 운중태수 전순은 호아장군이 돼 3만여 기를 거느리고 운중군에서 출발했다. 그리고 교위 상혜에게는 서역 군대를 일으키게 했다. 오손도 5만여 기를 거느리고 상혜의 지휘 하에서 한나라와 합류하니 총 20만을 넘는 대군이었다.
이에 흉노는 싸우지 않고 달아나는 선택을 해, 한나라 다섯 장군에게 직접적인 손실을 많이 당하지는 않았다. 범명우에게는 7백 명, 말·소·양 등 만여 마리를, 한증에게는 백여 명 이상과 가축 2천여 마리를, 조충국에게는 3백여 명, 가축 7천여 마리를 잃었다. 그리고 전광명에게는 19명, 가축 백여 마리, 전순에게는 9백여 명, 가축 7만여 마리를 잃었는데, 전순은 공적을 과장한 죄로, 전광명은 흉노가 앞에 있는데도 퇴각한 죄로 한나라 황제에게서 자결 명령을 받았다. 그러나 교위 상혜와 곤미가 친정한 오손의 공격으로 인해 우록리왕(흉노 서남부)의 아정에서 큰 손실을 입었다. 선우의 아버지뻘 되는 사람들·형수·거차(공주)·명왕·이오도위·천장·장 등 총 3만 9천여 명의 머리가 잘려 한나라와 오손에게 넘어갔고, 가축 9만여 마리를 빼앗겼다. 더구나 한나라의 공격이 아닌 퇴각 도중에 사상자와 도망자도 많았고, 가축도 많이 죽었다.
오손에게 원한을 품어 만 기로 오손을 치고 노약자들을 약탈하려 했다가, 폭설로 인해 9할가량의 손실을 입었다. 흉노가 크게 쇠약해지므로 북쪽에서는 정령이, 동쪽에서는 오환이, 서쪽에서는 오손이 공격해 왔다. 세 나라의 공격으로 수만 명의 머리가 잘렸고, 수만 필의 말과 더 많은 소와 양을 잃었다. 그리고 굶어 죽는 사람이 3할에 가축이 5할가량 되는 등, 흉노는 거듭거듭 약해졌다. 이에 흉노에 복속되었던 모든 나라들이 거꾸로 흉노를 공격했고, 한나라도 3천 기병을 내어 흉노인 수천 명을 포로로 끌고 갔다.
재위 17년만에 죽어, 동생 좌현왕이 허려권거선우로 즉위했다.

## 출전
- 반고: 《한서》 권94 흉노전제64 상